# Jimi Tenor
Jimi Tenor, né en 1965 à Lahti, est un musicien finlandais de musique électronique, Afrobeat, Jazz...

## Biographie
Lassi O. T. Lehto est né en 1965 à Lahti en Finlande. Il étudie le piano, la flute et le saxophone. En 1988 il sort un premier album avec son groupe Jimi Tenor and his Shamans. À partir de 1994, il sort des disques sous son propre nom, dont Intervision sur le label Warp en 1997 qui lui vaut une reconnaissance critique,, suivi deux ans plus tard par Organism,. Après avoir quitté le label Warp au début des années 2000, il multiplie les productions et les collaborations notamment avec Tony Allen,.

## Discographie
Jimi Tenor and his Shamans
- Total Capacity of 216,5 Litres, LP (1988, Euros)
- Diktafon, CD/LP (1989, Poko Records)
- Mekanoid, CD/LP (1990, Poko Records)
- Fear of a Black Jesus, CD/LP (1992, Bad Vugum)

Solo
- Sähkömies, Digital/CD/LP (1994, Sähkö Recordings)
- Europa, Digital/CD/LP(1995, Sähkö Recordings)
- Intervision, Digital/CD/LP (1997, Warp Records)
- Venera, EP/CD, (1998, Warp)
- Organism, Digital/CD/LP (1999 Warp/Sire Records)
- Out Of Nowhere, Digital/CD/LP (2000, Warp)
- Cosmic Relief, Digital/EP, (2001, Sähkö Recordings)
- Utopian Dream, Digital/CD/LP (2001, Sähkö Recordings)
- Higher Planes, Digital/CD/LP (2003, Kitty-Yo)
- Beyond The Stars, Digital/CD/LP (2004, Kitty-Yo)
- ReComposed by Jimi Tenor, Digital/CD/LP (2006, Deutsche Grammophon)
- Live in Berlin, Digital (2007, Kitty-Yo)
- Saxentric, Digital/CD/LP (2016, Herakles Records)
- Order of nothnigness, Digital/CD/LP (2018, Philippon)
- NY, Hel, Barca, (Compilation période 1994-2001) Digital/CD/LP (2020, Bureau B)
- Deep Sound Learning 1983-2000, (Compilation d'inédits) Digital/CD/LP (2021, Bureau B)

Avec Abdissa Assefa
- Itetune, LP (2011, Temmikongi)

Avec Kabu Kabu
- Sunrise, EP/CD (2006, Sähkö Recordings)
- Joystone, Digital/CD/LP (2007, Sähkö Recordings)
- Mystery Spot, 7" (2008, Sahco Records)
- 4th Dimension, Digital/CD/LP (2009, Sähkö Recordings)
- Mystery of Aether, Digital/CD/LP (2012, Kindred Spirits)

Avec Tony Allen
- Inspiration Information Volume 4, Digital/CD/LP (2009, Strut Records)

Avec Lary 7, Mia Teodoratus, Soft Focus
- Soft Focus, Digital/LP (2013, Sähkö Recordings)

Avec Nicole Willis, Cola & Jimmu
- Soul Makeover, Digital/CD/LP (2000, Sähkö Recordings/Puu)
- Be It, Digital/CD/LP (2004, Sähkö Recordings/Puu)
- Enigmatic, Digital/CD/LP (2013, Herakles Records)
- I Give To You My Love And Devotion, Digital/CD/LP (2014, Herakles Records)

Avec Nicole Willis & The Soul Investigators
- You Better Change/Raw Steaks, 7" (2003, Sahco Records)
- If This Ain't Love (Don't Know What Is)/Instrumental, 7"/Maxi/WL/CD (2005/2007, Timmion Records/Above The Clouds/Differ-Ant)
- Keep Reachin' Up, Digital/CD/LP/Cass (2005/2006/2007/2008, Timmion Records/Mit-Wit Records/P-Vine Records/Light In The Attic/Above The Clouds/Differ-Ant)
- My Four Leaf Clover/Holdin' On, 7" (2006, Timmion Records)
- Feeling Free/Instrumental, 7" (2006/2007, Timmion Records/Above The Clouds)
- Tell Me When/It's All Because Of You, 7" (2013, Timmion Records)
- Tortured Soul, Digital/CD/LP (2013, Timmion Records/P-Vine Records)
- Paint Me In A Corner/Where Are You Now, 7" (2015, Timmion Records)
- Happiness In Every Style, Digital/CD/LP (2015, Timmion Records)
- One In A Million/Instrumental, Digital/7" (2015, Timmion Records)
- Let's Communicate/Instrumental, 7" (2015, Timmion Records)

Avec Nicole Willis et Tony Allen
- All For You/Touching, 7" (2015, Sahco Records)

Avec Myron & E et The Soul Investigators
- Broadway, Digital/CD/LP (2013, Timmion Records)

Avec Willie West & The High Society Brothers
- Lost Soul, Digital/CD/LP (2014, Timmion Records)

Avec The Soul Investigators
- Vulture's Prayer/Bad Viberations, 7" (2015, Timmion Records)
- Soul Groove, Digital/CD/LP (2015, Timmion Records)

Avec UMO Jazz Orchestra
- Mysterium Magnum, Digital/CD/LP (2015, Herakles Records)